# Мохаммед Салем Аль-Еназі
Мохаммед Салем Аль-Еназі (араб. Mohammed Salem Al-Enazi; нар. 22 листопада 1976, Ер-Ріяд) — катарський та еміратський футболіст, що грав на позиції нападника.
Виступав, зокрема, за клуб «Аль-Райян», а також національну збірну Катару та ОАЕ.

## Клубна кар'єра
Народився 22 листопада 1976 року в місті Доха. Вихованець юнацьких команд футбольних клубів «Умм-Салаль» та «Аль-Райян».
У дорослому футболі дебютував 1993 року виступами за команду клубу «Аль-Райян», в якій провів сім сезонів, взявши участь у 92 матчах чемпіонату. У складі «Аль-Райяна» був одним з головних бомбардирів команди, маючи середню результативність на рівні 0,64 голу за гру першості і здобув з командою ряд національних трофеїв. Крім того у сезоні 1997/98 Мохаммед виступав на правах оренди за саудівський «Ан-Наср» (Ер-Ріяд). граючи разом з легендарними нападниками Христо Стоїчковим та Маджідом Абдуллою, він здобув Кубок володарів кубків Азії. При цьому саме Аль-Еназі віддав асист на Стоїчкова, який і забив єдиний гола у фіналі проти «Сувона». Згодом теж на правах оренди грав за еміратський клуб «Аль-Кадісія».
Висока результативність гравця привернула увагу європейських клубів, в результаті чого Мохаммед був на перегляді у німецькій «Баварії» та англійському «Вест Гемі», втім незважаючи на те що контракт із цими клубами не підписав, Аль-Еназі все ж став першим катарським гравцем, який професійно грав у футбол у Європі, приєднавшись до турецького клубу «Йозгатспор», з яким підписав 1-річну угоду. Мохаммед зіграв у вищій лізі Туреччини лише 107 хвилин за клуб між серпнем і вереснем 2000 року і не закріпившись незабаром покинув команду.
В подальшому виступав у футбольних клубах ОАЕ — «Аль-Вахда» (Абу-Дабі), «Аль-Джазіра» та «Аль-Васл», а завершив професійну ігрову кар'єру у клубі «Аль-Наср» (Дубай), за яку виступав протягом 2008—2009 років. Протягом виступів у цій країні допоміг своїм командам виграти ряд національних титулів і був серед головних бомбардирів чемпіонату.

## Виступи за збірну
1995 року у складі молодіжної збірної Катару був учасником домашнього молодіжного чемпіонату світу 1995 року, де забив єдиний гол своєї команди на турнірі, але не зумів їй допомогти вийти в плей-оф.
28 червня 1996 року дебютував в офіційних матчах у складі національної збірної Катару в грі відбору на Кубок Азії 1996 року проти Сирії (1:0), втім в підсумку катарці не змогли кваліфікуватись на турнір. Тим не менш Мохаммед допоміг команді поїхати на наступний Кубок Азії 2000 року у Лівані, де зіграв у трьох матчах і в грі чвертьфіналу забив у ворота Китаю, але Катар поступився 1:3 і покинув турнір.
У 2003 році Мохаммед підписав контракт з «Аль-Райяном», але пропускав командні тренування протягом двох тижнів поспіль. Пізніше з'ясувалося, що він не перебуває в Катарі, а знаходиться в Об'єднаних Арабських Еміратах. «Аль-Райян» подав скаргу до Катарської футбольної асоціації і остання офіційно заборонила Аль-Еназі виступати у збірній Катару та чемпіонаті Катару. Тренер національної збірної Філіпп Труссьє викликав Аль-Еназі до лав національної команди, але через заборону Мохаммед не зміг приєднатися до національної команди і так за неї більше і не зіграв. Загалом провів у її формі 57 матчі, забивши 32 голи і за цим показником Салем є третім найкращим бомбардиром збірної в історії.
У 2004 році Аль-Еназі отримав громадянство ОАЕ і через 5 років отримав право дебютувати за національну збірну ОАЕ, у складі якої 2009 року провів два матчі. Його молодший брат, Моханад Салем, також виступав саме за еміратську збірну.

## Досягнення
«Ар-Райян»
| - Ліга зірок Катару (1) : - Чемпіон : 1994-95 - Віце-чемпіон : 1999-00 - Найкращий бомбардир : 1994-95 (9 голів), 1999-00 (14 голів). - Кубок Еміра Катару (1) : - Володар : 1999. - Фіналіст : 1996, 1997, 2000. |  | - Кубок наслідного принца Катару (2) : - Володар : 1995, 1996. - Фіналіст : 1997, 2000. - Кубок шейха Яссіма (1) : - Володар : 2000. |

| «Ан-Наср» (Ер-Ріяд) - Кубок наслідного принца (1) : - Володар : 1998. - Суперкубок Саудівської Аравії (1) : - Володар : 1998. - Кубок володарів кубків Азії (1) : - Володар : 1997-98. |  | «Аль-Кадісія» - Чемпіонат Кувейту (1) : - Чемпіон : 1999. |

| «Аль-Вахда» - Чемпіонат ОАЕ (1) : - Чемпіон : 2000-01. - Віце-чемпіон : 2002-03. - Найкращий бомбардир : 2000-01 (22 голи) et 2001-02 (22 голи). - Кубок Президента ОАЕ : - Фіналіст : 2002-03. - Кубок Федерації ОАЕ (1) : - Володар : 2001. |  | «Аль-Васл» - Чемпіонат ОАЕ (1) : - Чемпіон : 2006-07. - Кубок Президента ОАЕ (1) : - Володар : 2006-07 - Фіналіст : 2007-08 |